# Peperomia umbrigaudens
Peperomia umbrigaudens är en pepparväxtart som beskrevs av Truman George Yuncker. Peperomia umbrigaudens ingår i släktet peperomior, och familjen pepparväxter. Inga underarter finns listade i Catalogue of Life.